# هنر اغواگری (فیلم)
هنر اغواگری (انگلیسی: The Art of Seduction; کره‌ای: 작업의 정석) یک فیلم کمدی رمانتیک سال ۲۰۰۵ کره جنوبی به کارگردانی اوه کی کوان و با بازی سون یه جین و سونگ ایل گوک است. این فیلم در ۲۱ دسامبر ۲۰۰۵ منتشر شد.